# Escuela K-8

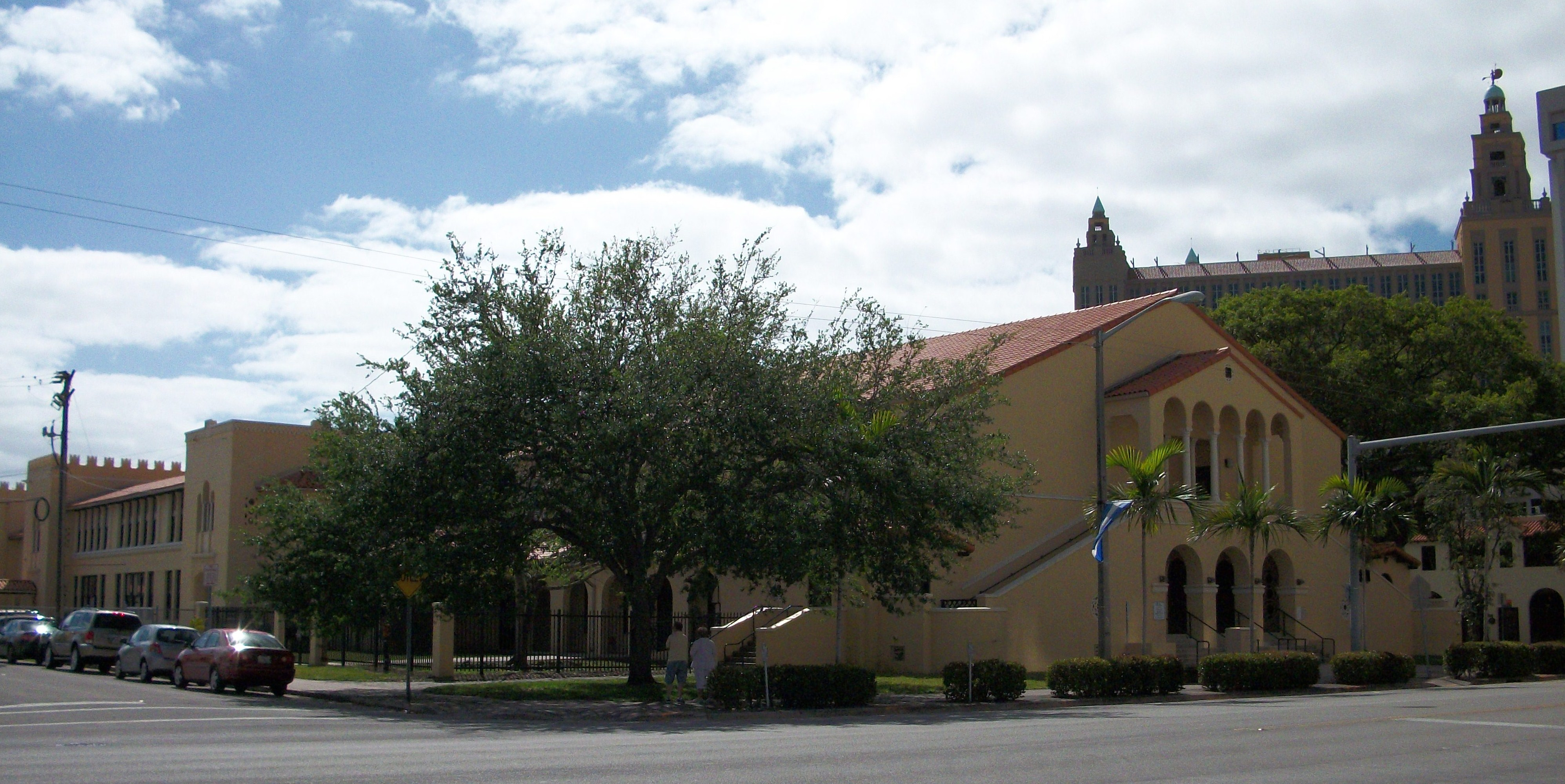
La "academia inferior" (escuela primaria) de la escuela K-8 Academia Preparatoria Coral Gables, Coral Gables, Florida

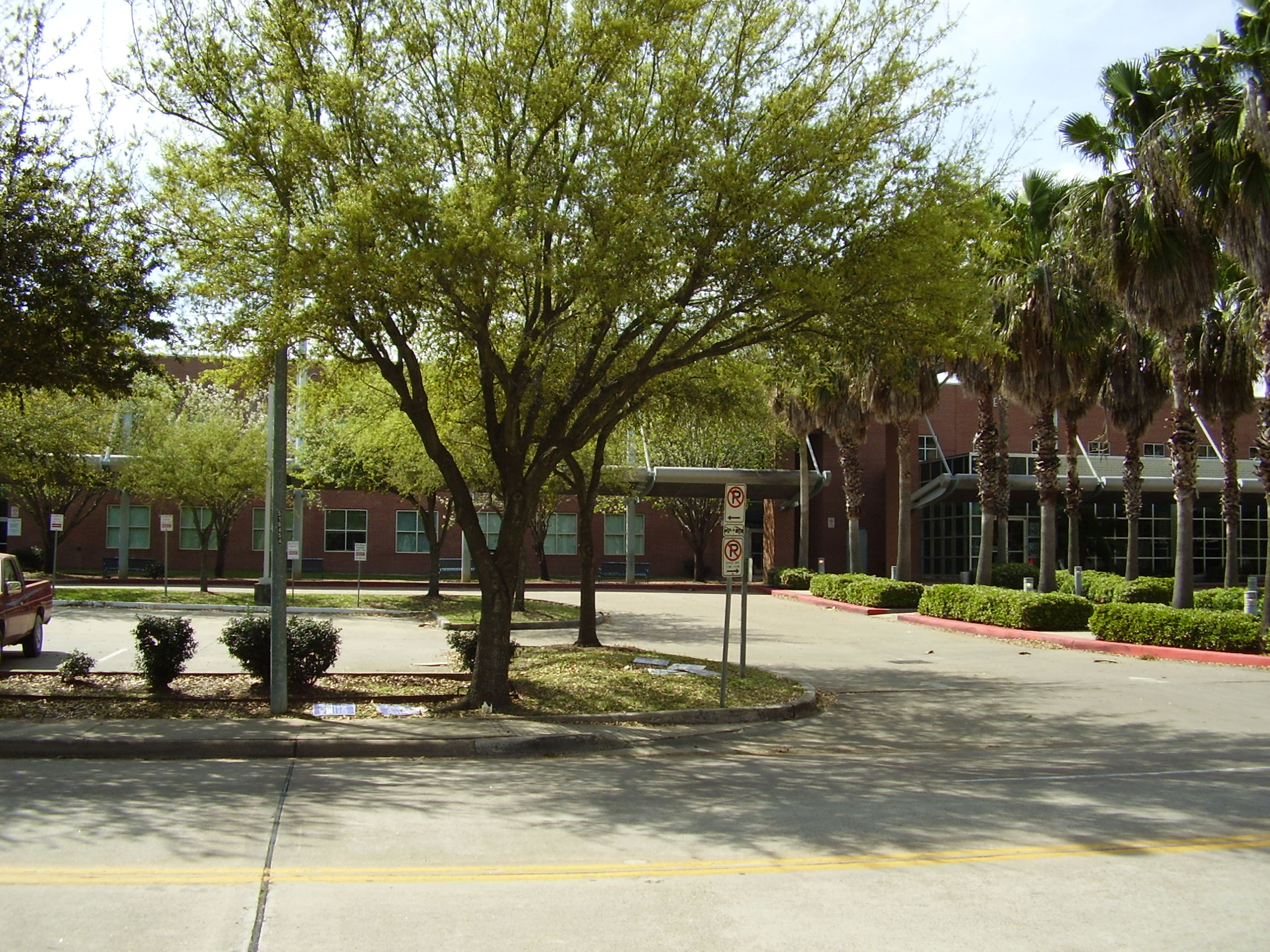
La Escuela Rice/The Rice School, Houston, Texas

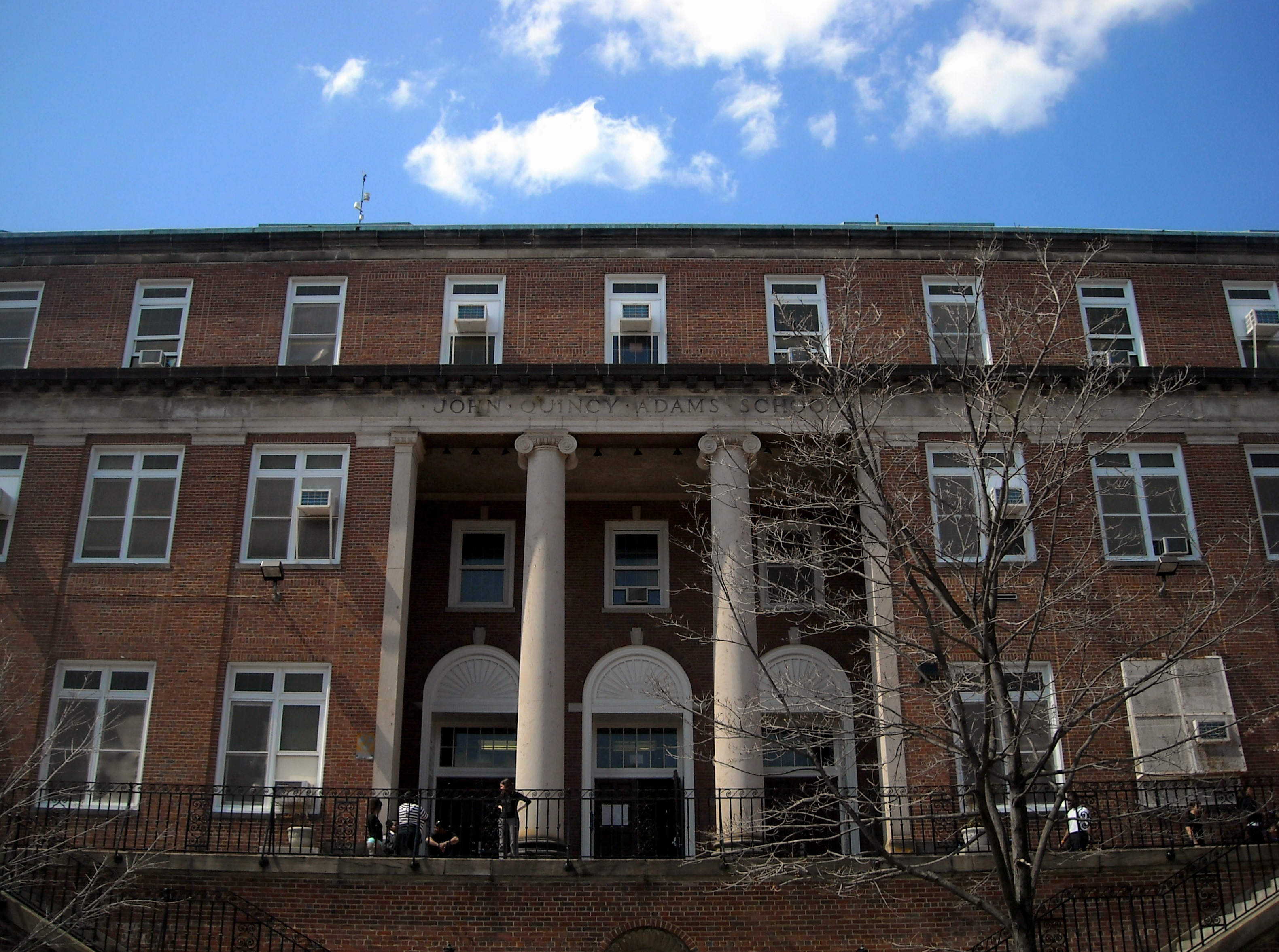
La Plantel Adams de la Escuela Bilingüe Oyster-Adams, Washington D. C.

En los Estados Unidos, una escuela K-8 (K-8 school) es un tipo de escuela pública que preparan estudiantes desde el jardín infantil, pre-kinder (a partir de los 5 años), incluyendo escuela primaria (K-5 o K-6) hasta los grados de escuela media/intermedia/secundaria (6-7-8) (Hasta los 14 años).
A partir de 2007, muchos escuelas privadas en los Estados Unidos son escuelas K-8.

## Historia
Por 2007, para aumentar el rendimiento estudiantil, algunas comunidades convirtieron a las escuelas en escuelas K-8. Por 2008, muchos distritos escolares en las zonas urbanas crearon escuelas K-8. Estos distritos incluidos el Sistema de Escuelas Públicas de la Ciudad de Baltimore, las Escuelas Públicas de Cincinnati, y el Distrito Escolar de Filadelfia.